# Висоґотово
Висоґотово (пол. Wysogotowo) — село в Польщі, у гміні Тарново-Подґурне Познанського повіту Великопольського воєводства.
Населення — 496 осіб (2011).
У 1975-1998 роках село належало до Познанського воєводства.

## Демографія
Демографічна структура станом на 31 березня 2011 року:
|          | Загалом | Допрацездатний вік | Працездатний вік | Постпрацездатний вік |
| -------- | ------- | ------------------ | ---------------- | -------------------- |
| Чоловіки | 249     | 56                 | 174              | 19                   |
| Жінки    | 247     | 54                 | 160              | 33                   |
| Разом    | 496     | 110                | 334              | 52                   |